# Lázaro González de Asarta

Lázaro González de Asarta fue un maestro impresor activo en Pamplona en torno a 1695. Asociado con Guillermo Francisco y Alcanduz, en 1695, tomó en arriendo la imprenta de los herederos de Juan de Micón, sus hijos Catalina y Juan. La empresa no tuvo éxito y, después de unas pocas ediciones, se disolvió al año siguiente cuando los herederos de Juan Micón, en 1698, vendieron su taller a Francisco Antonio de Neira.

## Asociación con Guillermo Francisco y Alcanduz
Lázaro González de Asarta había trabajado en el taller de Martín Gregorio de Zabala juntamente con Guillermo Francisco y Alcanduz hasta que, en 1695, decidieron emanciparse y alquilar la imprenta de los herederos de Juan Micón, gestionada por Domingo de Berdala, esposo de Catalina Micón. 
En ese mismo año de 1695 sacan un sermón del afamado franciscano Jaime de Corella y el Almanaque para 1696, que pretenden vender con perjuicio para su antiguo patrón, Martín Gregorio de Zabala, que les denuncia ante los tribunales por no respetar el monopolio de venta que posee sobre esta publicación.
La sociedad formada por los dos “tipógrafos” —como se identifican en el pie de imprenta— se extingue en 1696, cuando solo ha transcurrido un año, tras la aparición de la Suma del trinitario navarro Leandro del Santísimo Sacramento, ampliada por Manuel de la Concepción, consistente en un abultado volumen en cuarto. Se trata de la única obra de cierta envergadura realizada por estos efímeros impresores pamploneses.

## Trifulca nocturna con cuchilladas y cárcel
En ese mismo año de 1696 González de Asarta se ve envuelto en una trifulca en la que da varias cuchilladas a su contrincante. Sucedió en Pamplona, un domingo de abril de 1696, cuando había oscurecido y una cuadrilla de embozados, en la que figuraba el “maestro impresor” Lázaro González de  Asarta, se encaró con un grupo en el que se encontraba Francisco Fontán, mancebo de sastre. Se retaron en el descampado de la Taconera y Fontán recibió una cuchillada en el rostro y otra en la mano, por lo que denunció a su agresor, que fue conducido a la cárcel. El herido le reclamó 226 reales por daños y perjuicios por 35 días que estuvo de baja, a razón de dos reales por día, más el coste de las “viandas delicadas” adquiridas para su restablecimiento, las curas del cirujano y las medicinas.
Sea por este motivo o por la escasa entidad del negocio emprendido por Lázaro González Asarta y Guillermo Francisco y Alcanduz, el caso es que no se tienen noticias de impresiones posteriores a 1696.

## Fin de la sociedad
Por esas fechas los hermanos Micón gestionaban la venta del taller a Francisco Antonio de Neira, que se materializó en un contrato firmado en 1698 en el que se precisaba que si los arrendatarios González de Asarta y Francisco y Alcanduz planteaban algún problema, correspondería a los vendedores resolver el conflicto y abonar las indemnizaciones que fueran necesarias. Los arrendatarios no opusieron resistencia alguna, sin duda porque no tenían encargos de entidad.

## Encuadernador
Lázaro González de Asarta debió de instalarse como encuadernador ya que Juan José Ezquerro le encargó en 1705 preparar en pergamino medio centenar de ejemplares del librito Arancel espiritual, que había tirado por iniciativa de los franciscanos de la ciudad.
En 1704, se tiene noticia de un tal Lázaro González de Asarta, “maestro de armas” —puede que fuera el antiguo impresor—, con tienda en la calle de Mercaderes. En el año señalado aparece casado con Juana de Ripa, de 30 años, y se ve envuelto en un serio conflicto por agresión con arma a un escribano real del que sale absuelto, mientras que el otro inculpado es condenado a seis años en el presidio de Ceuta.